# رملية (نبات)
رَمْلِيَّة (الاسم العلمي: Arenaria)، جنس نباتات مُزهرة من فصيلة القرنفلية. تعرف أنواع هذه الجنس باسم (نبتات الرمال) الكثير من أنواعه تم نقلها إلى أجناس.